# Ernemont-la-Villette
Ernemont-la-Villette település Franciaországban, Seine-Maritime megyében. Lakosainak száma 210 fő (2022. január 1.). Ernemont-la-Villette Saint-Pierre-es-Champs, Avesnes-en-Bray, Gournay-en-Bray, Montroty és Neuf-Marché községekkel határos.

## Népesség
A település népességének változása:
| Lakosok száma | 193  | 186  | 189  | 180  | 185  | 195  | 204  | 207  | 210  |
|               | 2013 | 2015 | 2016 | 2017 | 2018 | 2019 | 2020 | 2021 | 2022 |